# عبد المحسن بن عبد العزيز التويجري
عبد المحسن بن عبد العزيز التويجري، (24 أغسطس 1950-) نائب وزير الحرس الوطني بالمملكة العربية السعودية من 15 يوليو 2023م إلى 15 مايو 2024م. عُين مستشاراً بالديوان الملكي السعودي بمرتبة وزير منذ 15 مايو 2024.

## نشأته
- ولد في مدينة المجمعة عام 1369هـ، وتلقى تعليمه الابتدائي فيها برعاية والده عبد العزيز بن عبدالمحسن التويجري، الذي كان ملازمًا له، وحين انتقل والده إلى مدينة الرياض عام 1380هـ التحق بمعهد العاصمة النموذجي لإكمال دراسته المتوسطة والثانوية.
- لزِم والده أثناء أدائه لعمله بالحرس الوطني مما أتاح له لقاء الملك الملك عبد الله بن عبد العزيز عام 1382هـ.
- التحق بجامعة الملك سعود، وفي عام 1395هـ الموافق 1975م نال درجة البكالوريوس في الاقتصاد.

## نشاطه ومناصبه
- التحق بالعمل مع خادم الحرمين الشريفين الملك عبد الله بن عبد العزيز عام 1390هـ.
- انتسب إلى عدد من الدورات المتخصصة في الإدارة والاقتصاد والعلوم السياسية.
- بتاريخ 1/10/1402هـ عُيِّنَ مدير عام الإدارة بديوان ولي العهد بالمرتبة الثالثة عشر.
- بتاريخ 1/10/1403هـ عُيِّنَ مستشارًا في ديوان ولي العهد بالمرتبة الخامسة عشر.
- بتاريخ 1/7/1405هـ عُيِّنَ مستشار في ديوان ولي العهد بالمرتبة الممتازة.
- بتاريخ 9/3/1416هـ عُيِّنَ مستشار في ديوان ولي العهد بالمرتبة وزير.
- بتاريخ 7/7/1430هـ صدر أمر خادم الحرمين الشريفين بتعيينه نائب رئيس الحرس الوطني المساعد بمرتبة وزير.
- بتاريخ 7/9/1434هـ (15 يوليو 2013م) صدر الأمر الملكي الكريم بتعيينه نائباً لوزير الحرس الوطني بمرتبة وزير،[3] واستمر في هذا المنصب إلى 15 مايو 2024م.
- في 15 مايو 2024م صدر أمر ملكي  مستشارًا بالديوان الملكي بمرتبة وزير.[4]
- رافق الملك عبد الله، بالعديد من الجولات والزيارات الرسمية لعدد من دول العالم، وحضر العديد من المؤتمرات الإقليمية والخليجية والعربية والدولية.